# Rudawa (Poniatów)

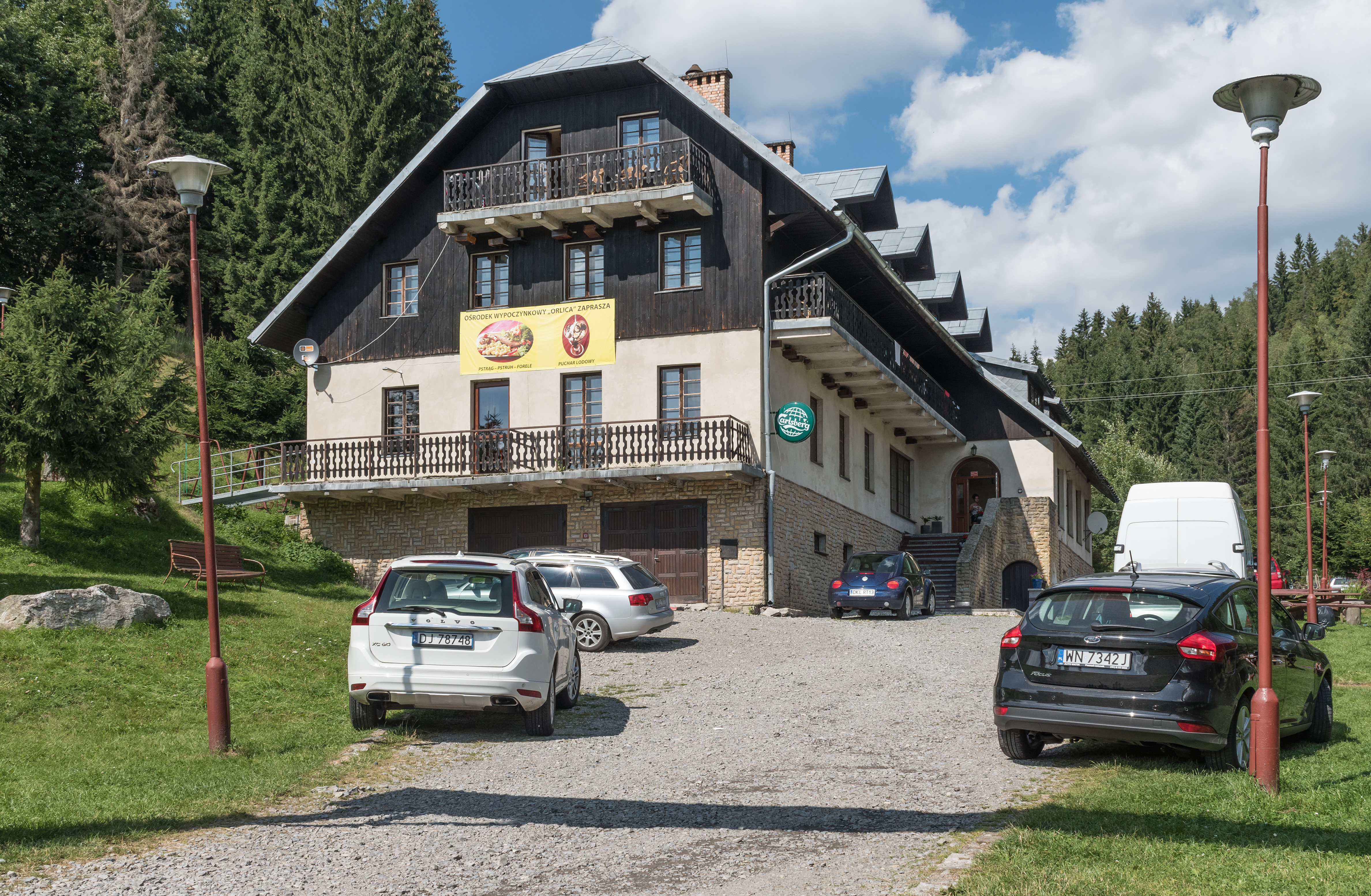
Ośrodek Wypoczynkowy Orlica w Rudawie

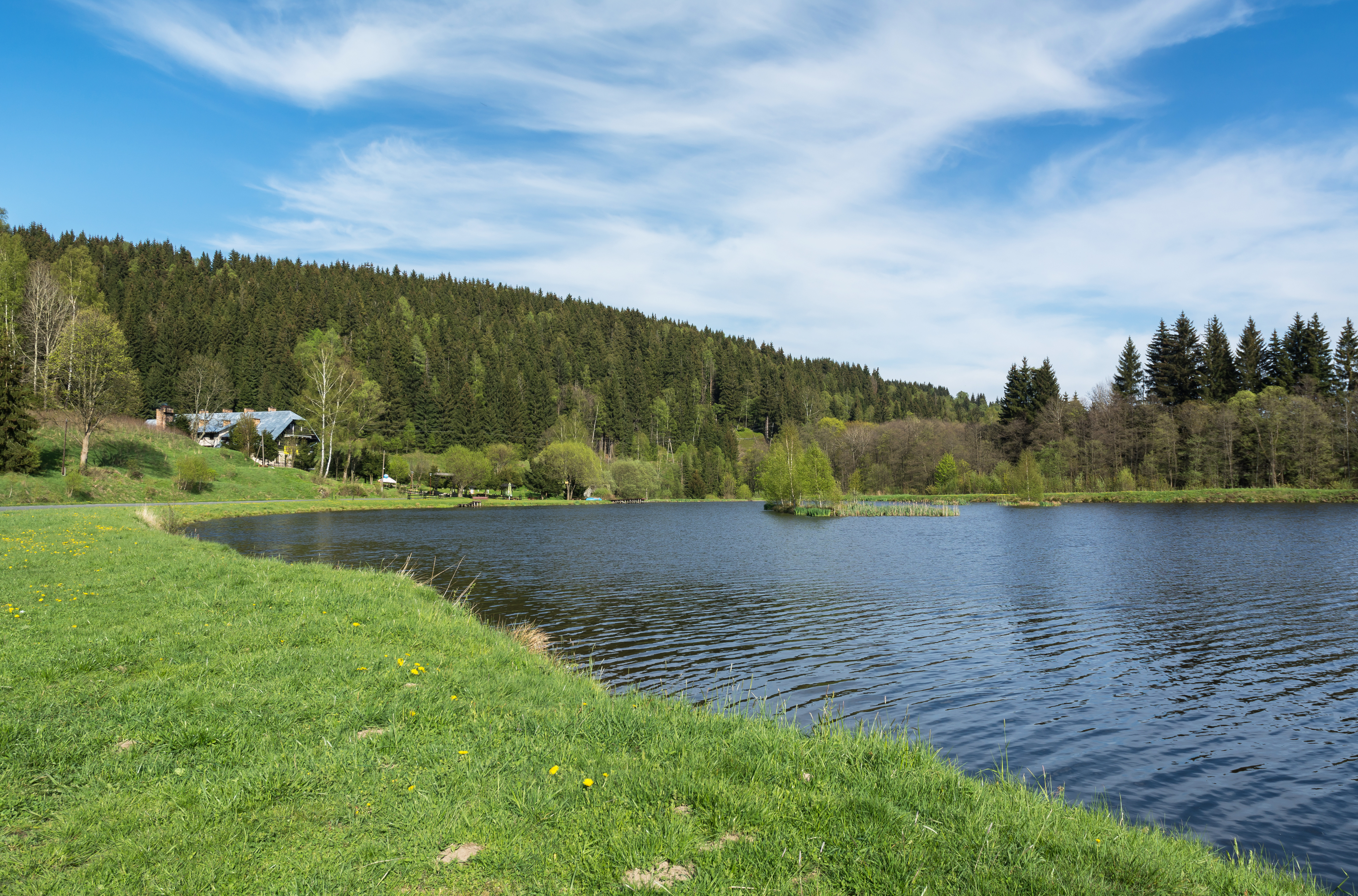
Zbiornik wodny w Rudawie

Rudawa (niem. Stuhlseiffen) – przysiółek wsi Poniatów w Polsce położony w województwie dolnośląskim, w powiecie kłodzkim, w gminie Bystrzyca Kłodzka.

## Położenie
Podgórska przygraniczna miejscowość położona w Dolinie Orlicy, nad Dziką Orlicą, między Górami Bystrzyckimi a Górami Orlickimi, na południowo-zachodniej granicy polsko-czeskiej, w sąsiedztwie Poniatowa, na wysokości około 610–680 m .n.p.m.
W latach 1975–1998 przysiółek położony był w województwie wałbrzyskim.

## Historia
Wzmiankowana po raz pierwszy w 1574 r. jako graniczna osada związana z wydobyciem rud żelaza i miedzi. Rozwój górnictwa zahamowały zniszczenia wojny trzydziestoletniej. Początkowo stanowiła własność królewską, w późniejszym okresie przeszła w ręce Althannów, barona von Stillfrieda, hrabiego von Magnisa, L. Ludwiga oraz Marianny Orańskiej. W XIX w. zakończono wydobycie rudy, a we wsi zaczęło się prężnie rozwijać tkactwo i pasterstwo. W drugiej połowie XIX w. znajdowała się tu huta żelaza, fabryka drutu i gwoździ, trzy młyny wodne, dwie olejarnie, tartak, gorzelnia oraz warsztaty tkackie lnu i bawełny. W 1871 wieś zamieszkiwało 647 osób, a w 1885 r. 633 osoby. Zabudowę tworzyło 149 budynków, zajmujących dno doliny na długości około 5,8 km na wysokości 600–660 m n.p.m. Grunty orne stanowiły wówczas blisko 64% powierzchni wsi, a obszary leśne zajmowały obszar 6-krotnie mniejszy niż obecnie. W okresie międzywojennym znajdowała się tu popularna wśród turystów gospoda. Po 1945 r. wieś została ponownie zasiedlona, początkowo dość licznie. W następnych latach rozpoczął się proces wyludniania miejscowości. Obecnie z gęstej zabudowy, typowej dla wsi łańcuchowej i ciągnącej się wzdłuż dna doliny, pozostało tylko kilka budynków z kościołem, znajdujących się w znacznym oddaleniu od siebie. Spis powszechny z 1960 r. wykazywał na terenie wsi 39 mieszkańców zamieszkujących dziesięć domów, obecnie liczba mieszkańców wynosi 6 osób. Na początku lat dziewięćdziesiątych XX w. zbudowano w celach rekreacyjnych zbiornik wodny. Obecnie wieś ma charakter turystyczny, znajdują się w niej trzy ośrodki wypoczynkowe i jeden wyciąg narciarski.

## Zabytki
Do rejestru zabytków wpisane są obiekty:
- kościół cmentarny, wzniesiony w pierwszej połowie XVIII wieku, gruntownie przebudowany w 1769 roku, wyremontowany w latach osiemdziesiątych XX wieku[6],
- cmentarz przy kościele, z XVI wieku.

Inne zabytki:
- kilka domów z XIX wieku,
- przydrożna figura św. Jana Nepomucena z pierwszej połowy XVIII wieku
- kamienna, przydrożna Grupa Ukrzyżowania z początku XIX wieku,
- ruiny młyna oraz resztki kanału młyńskiego u wylotu doliny Rowiny.